# مواطن بدرجة وزير (مسلسل)
مواطن بدرجة وزير هو مسلسل مصري من إخراج عادل الأعصر وبطولة حسين فهمي، نرمين الفقي، إيمان، ليلى طاهر، يوسف فوزي، أحمد سعيد عبد الغني وسهام جلال.

## نبذة
"يوسف الجيار" أديب وصحافي مشهود له بالكفاءة والنزاهة في التعامل مع أهم قضايا الرأي العام، وتتغير حياته جذريًا حين يتولى منصب وزاري كبير، حيث يحاول الكثيرين الاستفادة من توليه هذا المنصب.

## طاقم العمل
- حسين فهمي بدور يوسف محمد الجيار / رؤوف
- نرمين الفقي بدور نيللي / ناني
- إيمان بدور نبيلة زوجة يوسف
- ليلى طاهر بدور زينب
- يوسف فوزي بدور رشدي علوان
- أحمد سعيد عبد الغني بدور سامح
- سهام جلال بدور بثينة
- إنتصار بدور سنية
- منى هلا بدور سمر
- مريم فخر الدين بدور عين
- أحمد عبد الحليم بدور بهاء
- جمال إسماعيل بدور عبد الحميد